# Cœur de rocker
Singles de Julien Clerc
Lili voulait aller danser
(1982) La Fille aux bas nylon
(1984)
Cœur de rocker est une chanson du chanteur français Julien Clerc. Elle est sortie en single en 1983 et s'est vendue à plus de 500 000 exemplaires. La chanson est écrite et composée par Luc Plamondon et Julien Clerc. La réalisation artistique est menée par Gérard Bikialo et Julien Clerc.
Cœur de rocker est à sa sortie, une chanson inédite en albums. Elle sera cependant intégrée dès 1985 à la compilation Préférences de Julien Clerc.
En face B de ce 45 tours se trouve la chanson Quelle heure est-île Marquise ? dans un nouvel enregistrement. La chanson était déjà parue, dans un premier enregistrement, sur l'album Femmes, Indiscrétion, Blasphème sorti en 1982. 

## Fiche technique
Liste des pistes et crédits adaptées de la version 45 tours.

### Liste des pistes et formats
| 1. | Cœur de rocker (Face A)                  | Luc Plamondon, Julien Clerc     | Gérard Bikialo, Julien Clerc | 3:52 |
| 2. | Quelle heure est-île Marquise ? (Face B) | Jean-Loup Dabadie, Julien Clerc | Gérard Bikialo, Julien Clerc | 3:30 |

### Crédits
- Chant : Julien Clerc
- Chœurs : Cori Josias, Linda Taylor, Georges Costa et Michel Costa
- Guitare : Tony Lowe
- Claviers : Gérard Bikialo
- Piano : Mac Middleton
- Batterie : Claude Salmieri
- Saxophone : Bud Beadle
- Ingénieurs du son : Dominique Blanc-Francard, Hervé Le Guil
- Assistants ingénieurs du son : Sehra Yun, Patricia Guen
- Réalisation artistique : Gérard Bikialo, Julien Clerc
- Enregistré au Studio Continental
- Pochette : Gill Bouyer
- Gravure : Studio Translab
- Production : Éditions Crécelles et Sidonie
- Éditions : Crécelles et Sidonie

## Classements
| Classement (1983)             | Meilleure position |
| ----------------------------- | ------------------ |
| Europe (Europarade)           | 23                 |
| France (IFOP)                 | 4                  |
| Québec (Palmarès francophone) | 1                  |

| Classement (1983) | Position |
| ----------------- | -------- |
| France (SNEP)     | 37       |

## Reprise
En 1991, le chanteur belge Will Tura reprend la chanson dans une version en néerlandais sous le titre Met rock'n roll in mijn hart (« Avec le rock'n roll dans mon cœur »), cette version atteint la 13e place de l'Ultratop 50 flamand.